# Det svenska arbetets historia
Det svenska arbetets historia är en skriftserie som under professor Alf O. Johanssons ledning  publicerades av Arkiv förlag åren 1987-1990. 
Det svenska arbetets historia kan betraktas som en uppföljning av det tidigare av Tidens förlag i flera band utgivna bokverket Den svenska arbetarklassens historia. Medan det senare lägger stor vikt vid arbetarnas förhållanden inom jordbruk och hantverk koncentrerar sig Det svenska arbetets historia på industrins arbetare.  

## Böcker (författarna i bokstavsordning)
- Maths Isacson (1987) Verkstadsarbete under 1900-talet. Hedemora verkstäder före 1950
- Maths Isacson (1990) Verkstadsindustrins arbetsmiljö. Hedemora verkstäder under 1900-talet
- Alf O. Johansson (1990) Arbetarrörelsen och taylorismen: Olofström 1895-1925. En studie av verkstadsindustrin och arbetets organisering
- Alf O. Johansson (1988) Arbetets delning: Stocka sågverk under omvandling 1856-1900
- Lars Magnusson (1987) Arbetet vid en svensk verkstad. Munktells 1900-1920
- Ulla Wikander (1988) Kvinnors och mäns arbeten: Gustavsberg 1880-1980. Genusarbetsdelning och arbetets degradering vid en porslinsfabrik